# Деян Белишки
Деян Ненов Белишки е български шивач, ушил бойната униформа на Георги Бенковски за въстанието от 1876 г.
Деян Белишки е роден в град Панагюрище през 1844 г. Околло 1856 г. неговите родители го изпращат в Копривщица да изучава шивачество при абаджията Дончо Искрьов. На 19-годишна възраст се отправя за Цариград, където се доусъвършенства при прочутия тогава майстор Такуш Терзиан. Когато вече е усвоил майсторлъка Деян отваря собствено шивашко ателие, където за клиент, а по-късно и добър приятел има Константин Величков, тогава следвал в Цариградския лицей. В ателието Величков учел уроците си на висок глас, а Белишки научава сносно френски език.
През 1873 г. условията за живот в империята се влошават, Деян Белишки се вижда принуден да се завърне обратно в родния си град. Донася със себе си всичките си инструменти – малка газена лампа, камбур (поставка) за гладене на дрехи, замба за правене на дупки и чукче за удряне по нея, ютия с коминче и шевна машина марка „Хове“ с крачно задвижване. И стенен часовник с топузи. Всички тези „невиждани новости“ правят голямо впечатление на съгражданите му. Още с началото на дейностте си в Панагюрище е наречен френ[ски]терзия заради ушитите в европейски стил панталони на Иванчо Изографски и Георги Зафиров. Така с течение на времето той отхвърля традиционната и за българите турска носия с потури.
По време на приготовленията на въстанието, през 1875 г. Белишки е назначен от Рецолюционния комитет за главен шивач при ушиването на въстаническите бойни униформи. В тази връзка той разнася зелен шаяк и показва по домовте на хората как да шият ръчно униформите. Той сам е ушил облеклото на Бенковски за похода му до село Белица и Балкана. Бил доставен сърмен ширит за обкантване на знамето на въстанието, като по препоръка на Бенковски с остатъка украсява беневреците на неговата униформа.
След погромът на въстанието Деян Ненов Белишки е заловен в Панагюрище, където след зверски изтезания е закаран в Пловдивския затвор и осъден на смърт чрез обесване. Отървава бесилото, благодарение на дадена амнистия. След Освобождението той отказва заслужената от поборниците пенсия. Почива на 6 май 1909 г. в родния си град.

## Памет
На Деян Белишки е наречена улица в квартал „Гоце Делчев“ в София (Карта).